# Замок Лаукен
Замок Лаукен (нім. Lauken) — замок Тевтонського ордену, розташований у селищі Саранське Калінінградської області, РФ. Інші назви замку: Лаукішкен (нім. Laukischken), Біберштайн (нім. Bieberstein), Фрідріхсбург (нім. Friedrichsburg).

## Історія
Близько 1260 року на місці замку лицарями Тевтонського ордену були побудовані перші фортифікаційні укріплення у вигляді земляних валів. З 1270 року фортеця Лаукен була плацдармом на березі Лаби (нині — річка Дейма) для орденського наступу на Надровію.

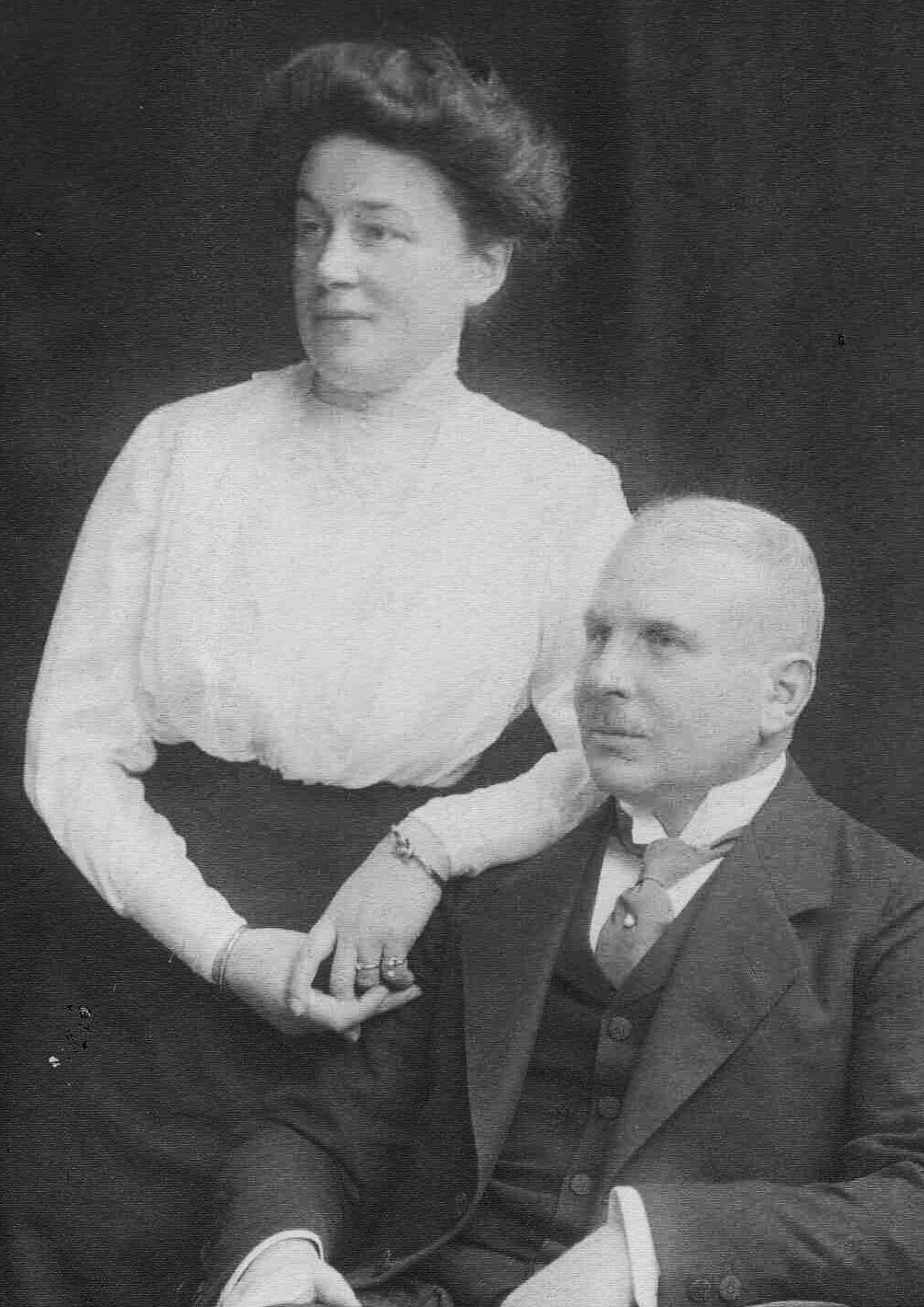
Людвіг Рогалла фон Біберштайн з дружиною

У 1327 році замок був відбудований з каменю. Починаючи з 1390 року, в ньому розташовувався каммерамт (від нім. Kammeramt — адміністративний орган управління ордену).
Замок згадується в 1466 році в документах Другого Торунського миру та у Краківському мирному договорі 1525 року. Після церковної реформи 1525 року, за часів герцога Пруссії Альбрехта, замок був перебудований у мисливський будинок.
У 1581—1584 роках за вказівкою герцога Георга Фрідріха замок був перебудований за проектом архітектора Блазіуса Берварта, згідно з яким повністю було перебудовано будівлю, перетворивши її в палац. Оновлений будинок отримав назву «Фрідріхсбург». Незабаром після перебудови герцог провів у замку аудієнцію шведському послу.
У наступні роки замок став лицарським маєтком і неодноразово перебудовувався.
Наприкінці XIX століття Лаукен став власністю родини фон Біберштайнів. Останнім власником замку був Людвіг Мейлендер Рогалла фон Біберштайн (під час Другої світової війни він був заарештований, перебував у в'язниці як противник нацистського режиму і знайдений в камері повішеним в 1940 році).

## Сучасний стан
Після закінчення Другої світової війни замок перебував у досить хорошому стані. У післявоєнні роки будівля почала використовуватися в якості школи. З північного боку було прибудовано ще одну будівлю. У такому вигляді вона збереглася до початку XXI століття. На даний час також збереглися підвали часів Тевтонського ордену.
Постановою Уряду Калінінградської області від 23 березня 2007 року № 132 будівля одержала статус об'єкта культурної спадщини місцевого (муніципального) значення.